# Chelsea Football Club 1991-1992
Questa voce raccoglie le informazioni riguardanti il Chelsea Football Club nelle competizioni ufficiali della stagione 1991-1992.

## Stagione
Il club londinese termina in quattordicesima  posizione il campionato con un totale di tredici vittorie, quattordici pari e quindici sconfitte.
Il Chelsea inizia l'FA Cup dal terzo turno, dove vince 2-0 contro l'Hull City, nel quarto batte 1-0 l'Everton, nel quinto lo Sheffield United, nel sesto pareggia 1-1 contro il Sunderland FC, nel replay viene sconfitto 1-2 e quindi viene eliminato.
Il club londinese inizia la Football League Cup dal secondo turno, dove pareggia all'andata 1-1 contro i Tranmere Rovers e al ritorno viene sconfitto 1-3 e dunque eliminato.
In Full Members Cup i Blues iniziano dal secondo turno dove battono 1-0 lo Swindon Town, nel terzo pareggiano 2-2 contro l'Ipswich Town, passando 4-3 dopo i rigori, in semifinale battono 1-0 il Crystal Palace FC, in finale dell'area sud il Southampton batte 2-0 e 1-3 il Chelsea, eliminandolo dalla competizione.

## Maglie e sponsor
Nella stagione 1991-1992 del Chelsea il main sponsor è Commodore, lo sponsor tecnico è Umbro. La divisa primaria è costituita da maglia blu con colletto a polo bianco con decorazioni rosse, è presente una decorazione a "rombi" nel body di colorazione blu scuro, pantaloncini e calzettoni sono blu con decorazioni bianche e rosse. La seconda divisa è formata da maglia bianca con colletto a polo bianco, le estremità delle maniche sono rosse, sono inoltre presenti decorazioni romboidali rossi, i pantaloncini sono bianchi con le medesime decorazioni romboidali della magli e i calzettoni sono bianchi. La terza è formata da maglia gialla con colletto a polo blu, è presente una decorazine blu che va dalle maniche al bosy, i pantaloncini e i calzettoni sono gialli con decorazioni blu.
| Casa | Trasferta | Terza divisa |

## Rosa
Rosa e numerazione sono aggiornati al 31 maggio 1992.
| N. |                        | Ruolo | Calciatore      |
| -- | ---------------------- | ----- | --------------- |
|    | Inghilterra (bandiera) | P     | Dave Beasant    |
| 13 | Inghilterra (bandiera) | P     | Kevin Hitchcock |
|    | Galles (bandiera)      | D     | Darren Barnard  |
| 6  | Scozia (bandiera)      | D     | Steve Clarke    |
|    | Inghilterra (bandiera) | D     | Paul Elliott    |
|    | Galles (bandiera)      | D     | Gareth Hall     |
| 18 | Norvegia (bandiera)    | D     | Erland Johnsen  |
|    | Inghilterra (bandiera) | D     | Graeme Le Saux  |
|    | Paesi Bassi (bandiera) | D     | Kenneth Monkou  |
| 8  | Inghilterra (bandiera) | D     | Andrew Myers    |
|    | Inghilterra (bandiera) | D     | Ian Pearce      |

| N. |                        | Ruolo | Calciatore     |
| -- | ---------------------- | ----- | -------------- |
| 20 | Giamaica (bandiera)    | D     | Frank Sinclair |
| 14 | Scozia (bandiera)      | C     | Craig Burley   |
|    | Inghilterra (bandiera) | C     | Alan Dickens   |
|    | Galles (bandiera)      | C     | Vinnie Jones   |
|    | Inghilterra (bandiera) | C     | Damian Matthew |
| 24 | Inghilterra (bandiera) | C     | Eddie Newton   |
|    | Inghilterra (bandiera) | C     | Graham Stuart  |
|    | Irlanda (bandiera)     | C     | Andy Townsend  |
|    | Inghilterra (bandiera) | C     | Dennis Wise    |
|    | Irlanda (bandiera)     | A     | Tony Cascarino |
|    | Inghilterra (bandiera) | A     | Kerry Dixon    |

## Calciomercato
| Arrivi | Arrivi          | Arrivi           | Arrivi   |
| R.     | Nome            | da               | Modalità |
| ------ | --------------- | ---------------- | -------- |
| C      | Eddie Newton    | Cardiff City     | ?        |
| A      | Tony Cascarino  | Celtic           | ?        |
| C      | Michael Gilkes  | Reading          | ?        |
| A      | Clive Allen     | Manchester City  | ?        |
| C      | Vinnie Jones    | Sheffield Utd    | ?        |
| A      | Joe Allon       | Hartlepool Utd   | ?        |
| D      | Tommy Boyd      | Motherwell       | ?        |
| D      | Paul Elliott    | Celtic           | ?        |
| P      | Kevin Hitchcock | Northampton Town | ?        |

| Partenze | Partenze         | Partenze      | Partenze |
| R.       | Nome             | a             | Modalità |
| -------- | ---------------- | ------------- | -------- |
| A        | Clive Allen      | West Ham Utd  | ?        |
| D        | Jason Cundy      | Tottenham     | ?        |
| D        | Tommy Boyd       | Celtic        | ?        |
| D        | David Lee        | Reading       | ?        |
| C        | Eddie Newton     | Cardiff City  | ?        |
| A        | Joe Allon        | Port Vale     | ?        |
| D        | Frank Sinclair   | West Bromwich | ?        |
| C        | John Bumstead    | Charlton      | ?        |
| A        | Gordon Durie     | Tottenham     | ?        |
| A        | Kevin McAllister | Falkirk       | ?        |

## Statistiche

### Statistiche di squadra
| Competizione        | Punti | Totale | Totale | Totale | Totale | Totale | Totale |
| Competizione        | Punti | G      | V      | N      | P      | Gf     | Gs     |
| ------------------- | ----- | ------ | ------ | ------ | ------ | ------ | ------ |
| Campionato          | 53    | 38     | 13     | 14     | 15     | 50     | 60     |
| FA Cup              | -     | 4      | 2      | 1      | 1      | 5      | 3      |
| Football League Cup | -     | 2      | 0      | 1      | 1      | 2      | 4      |
| Full Members Cup    | -     | 5      | 2      | 1      | 2      | 5      | 7      |
| Totale              | -     | 49     | 17     | 17     | 19     | 62     | 74     |